# Првич
Ця стаття про острів Првич близько Шибеника. Про однойменний острів біля острова Крк див.  тут

Првич (хорв. Prvić) — острів у  Хорватії, у жупанії Шибеник-Книн. Розташований у центральній  Далмації, приблизно за 1 кілометр від материкового узбережжя, між містами Водиці та Шибеник.

## Географія
Првич входить до складу Шибеницького архіпелагу. На схід від нього знаходиться протока, що відокремлює Првич від материкового узбережжя, на захід — острів Тіят (Tijat), на південний схід — Зларин.
Площа острова — 2,41 км ², берегова лінія — 10,6 км. Найвища точка — пагорб Вітковичі, висотою 79 метрів над рівнем моря.

## Населення

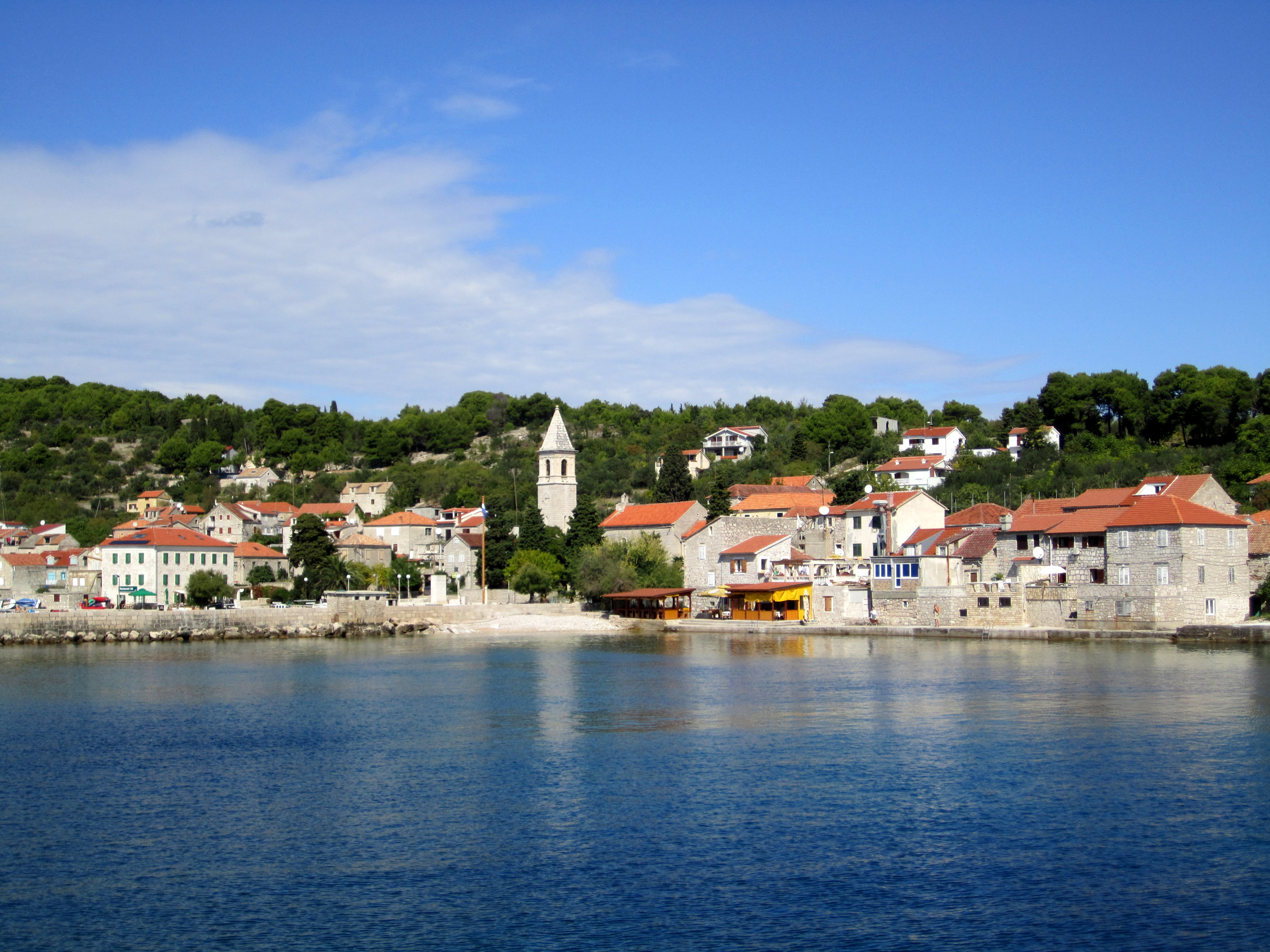
Првич-Лука

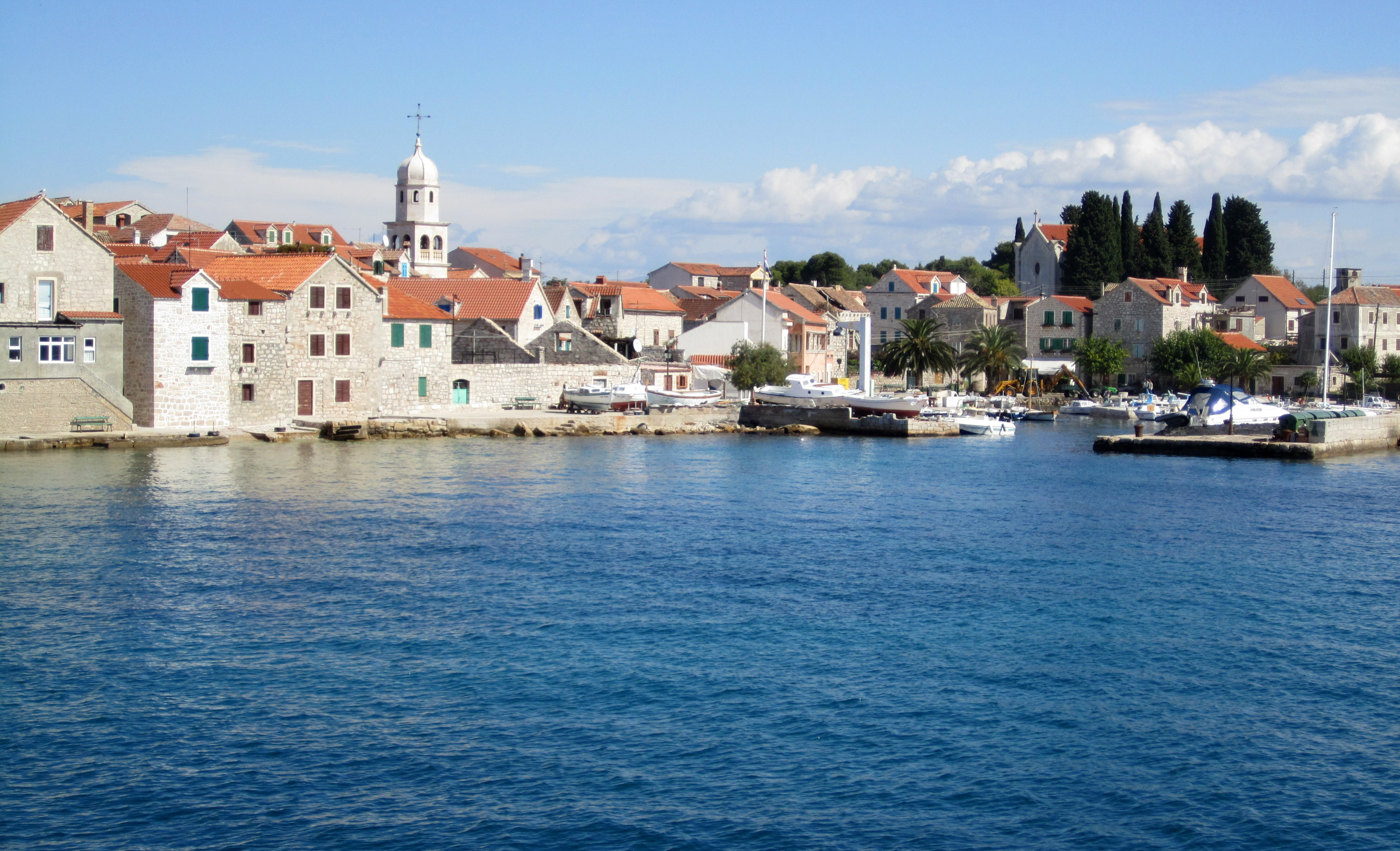
Шепурине

Населення налічує 453 жителі за переписом 2001 року. Всі жителі острова проживають у двох прибережних селищах — Шепурине (Šepurine) і Првич-Лука (Prvić Luka). Шепурине знаходиться на західному березі острова, Првич-Лука — у глибині бухти на південному сході острова. Їх сполучає єдина автомобільна дорога острова довжиною близько кілометра. В обох селищах зупиняються пасажирські теплоходи Шибеник — Водиці.
Првич, як і більшість островів Адріатики — популярне туристичне місце. У туристський сезон населення острова різко зростає.

## Історія
У Првич-Луці в XV столітті був заснований монастир Діви Марії Милосердної, в якому служили глаголичні літургії. Довгий час Првич-Лука була одним із великих центрів  глаголичного обряду. Монастир діє і нині.
У Шепурине розташовувався літній маєток знатної родини Драганич-Вранчич. Один із найзнаменитіших представників цієї родини, винахідник Фауст Вранчич, першим у світі випробував парашут, часто проводив тут літні місяці. У маєтку Вранчичів у Шепурине досі живуть їхні нащадки. Фауст Вранчич похований у монастирській церкві Првич-Луки.

## Економіка
Головні галузі економіки — сільське господарство, рибальство та туризм. Головні сільськогосподарські культури —  оливи, інжир та виноград. Туризм активно розвивається в останні роки, у Првич-Луці побудований тризірковий готель Mistral, існує велика кількість приватних апартаментів і міні-готелів.